# Johann von Pelzel
Johann Baptist von Pelzel (27. března 1830 Verona – 13. března 1914 Vídeň) byl rakousko-uherský admirál. Po krátce službě u vojska přešel v roce 1847 k c. k. námořnictvu a kromě účasti ve válkách absolvoval několik zaoceánských cest. Dlouhodobě působil v námořní administraci mimo jiné v námořní sekci na ministerstvu války a nakonec zastával vysoké posty u námořní základny v Terstu. V roce 1889 byl penzionován v hodnosti viceadmirála a v roce 1891 byl povýšen do šlechtického stavu.

## Biografie

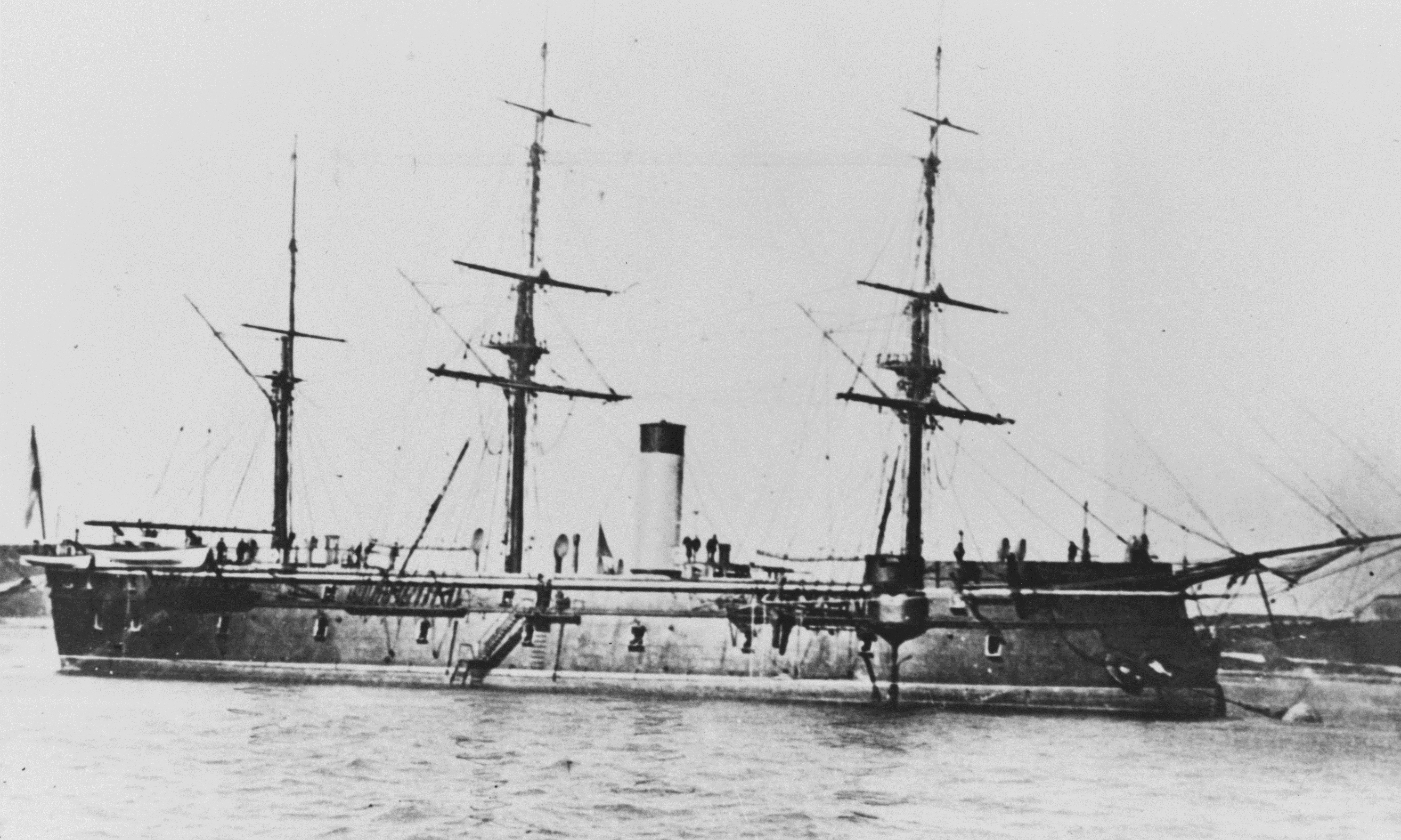
Fregata SMS Habsburg, vlajková loď Johanna Pelzela v letech 1870–1871

Pocházel z rodiny lékaře Johanna Pelzela. Studoval ve Veroně, v roce 1844 vstoupil do armády v Miláně a sloužil u 45. pěšího pluku. V roce 1847 přešel k námořní pěchotě v Benátkách. Během revolučních bojů v letech 1848–1849 se zúčastnil blokády Benátek a v roce 1849 získal hodnost praporčíka. Na fregatě SMS Novara se plavil ve Středomoří a Atlantiku (1851), poté byl důstojníkem na staniční lodi SMS Carolina v Istanbulu (1851–1853). Vystřídal službu na různých lodích a postupoval v hodnostech (poručík II. třídy 1855, poručík I. třídy 1857). V roce 1859 se zúčastnil války se Sardinií a plavil se také na obchodních lodích společnosti Lloyd. 
V hodnosti fregatního kapitána (1861) obdržel velení nad menšími plavidly a v roce 1866 byl krátce přednostou v námořní sekci na ministerstvu války. Vystřídal službu v Pule, Rijece a Terstu, v letech 1867–1868 byl krátce členem komise pro výstavbu torpéd a podílel se na zavádění novinek u námořního dělostřelectva. V letech 1868–1870 byl velitelem jednotek námořní pěchoty v Pule. Mezitím byl povýšen na kapitána řadové lodi (1869). V letech 1870–1871 byl velitelem fregaty SMS Habsburg jako vlajkové lodi eskadry a poté byl přidělen k velení námořní základny v Terstu (1871–1873). Několik let znovu působil na ministerstvu války ve Vídni, kde byl přednostou I. odboru námořní sekce (1873–1879).
Jako velitel korvety SMS Saida absolvoval v letech 1879–1880 jednoroční zaoceánskou plavbu s kadety C. k. námořní akademie. Cesta vedla kolem břehů Afriky do Kapského Města, poté do jižní Ameriky, Karibiku a New Yorku. Cesty se zúčastnil mimo jiné arcivévoda Karel Štěpán a na pozici zástupce velitele lodi také pozdější vrchní velitel námořnictva Hermann von Spaun. Jako nižší důstojníci sloužili na lodi také další pozdější významní velitelé (Franz von Löfler, Rudolf Benigni, Gustav Brosch, Wilhelm von Boeckmann). Po návratu z Ameriky byl Pelzel přidělen k námořnímu sborovému velitelství v Pule, kde v letech 1880–1881 zastával funkci zástupce velitele arzenálu. Nakonec byl v letech 1881–1889 ředitelem zásobovací komise námořnictva v Terstu. K datu 1. května 1884 byl povýšen do hodnosti kontradmirála a ke dni 1. listopadu 1889 byl penzionován v hodnosti viceadmirála.
Po odchodu do výslužby se usadil v Terstu, v roce 1906 přesídlil do Vídně, kde zemřel 13. března 1914 ve věku nedožitých 84 let. Pohřben byl na vojenském hřbitově Sant'Anna v Terstu. 
V roce 1859 se v Benátkách oženil s Mariettou Teresou Paini (1831–1905), dcerou loďařského magnáta. Z manželství se narodily čtyři děti, dvě dcery a dva synové. Mladší ze synů Gustav (1867–1948) sloužil v c. k. armádě a za první světové války dosáhl hodnosti generálmajora u technických jednotek v Gorici.

## Tituly a ocenění
Po odchodu do výslužby byl v roce 1891 povýšen do šlechtického stavu s predikátem Edler von Pelzel. Během služby u námořnictva se stal nositelem několika vyznamenání v Rakousku-Uhersku i v zahraničí.

### Rakousko-Uhersko
- Služební odznak pro důstojníky III. třídy (1869)
- Válečná medaile (1873)
- rytířský kříž Leopoldova řádu (1889)
- Vojenská záslužná medaile (1890)
- Služební odznak pro důstojníky II. třídy (1894)
- Jubilejní pamětní medaile (1898)
- Vojenský jubilejní kříž (1908)

### Zahraničí
- rytířský kříž Řádu sv. Michaela (1858, Bavorsko)
- komandérský kříž Řádu Kristova (1881, Portugalsko)